# سوبر هنيدي
سوبر هنيدي هو مسلسل رسوم متحركة مصري كوميدي، انتجته نفس الشركة التي أنتجت كارتون بكار الشهير، يدور المسلسل في إطار كوميدي بوليسي، وحلقاته مليئة بالمواقف الطريفة ذات المضمون الاجتماعي والسياسي باعتبارها تندرج تحت نوعية «كارتون الكبار»، ومنفذة بتقنية الرسوم المتحركة ثنائية الأبعاد. 
و لكل حلقة لغز يقوم «سوبر هنيدي» المحقق الخاص الذي يقوم بدوره محمد هنيدي بحله بدهاء وكوميديا، مع صديقه «صلعت» الذي يقوم بدوره طلعت زكريا. 
يناقش مسلسل الرسوم الكوميدي رغيف العيش والهجرة غير الشرعية واحتراف اللاعبين خارج مصر ويظهر العديد من النجوم كضيوف شرف بعضهم ظهر بآدائه الصوتي وبعضهم بغير آدائه الصوتي، وأبرز الشخصيات التي ظهرت عمرو دياب والإعلامي عمرو أديب وأحمد السقا وحسن شحاتة وأحمد شوبير.

## طاقم العمل
- تأليف: عمر طاهر
- إخراج: شريف جمال

### الجزء الأول والثاني
- محمد هنيدي (سوبر هنيدي)
- حنان ترك (حنان)
- طلعت زكريا (صلعت)
- علاء مرسي (عابدين)
- حسن حسني (الجد سوبر حسني) «بداية من الجزء الثاني»
- محمد ممدوح (أدوار مختلفة.....)

### الجزء الثالث والرابع
- محمد هنيدي (سوبر هنيدي)
- حسن حسني (الجد سوبر حسني)
- طلعت زكريا (صلعت)
- إيمي سمير غانم (إيمي)
- علاء مرسي (عابدين)

### شخصيات أخرى
ظهر خلال حلقات المسلسل شخصيات مشهورة متعددة خلال حلقات المسلسل من ممثلون ومغنون ولاعبون كرة قدم وغيرهم، حيث قد ظهروا بغير آدائهم الصوتي، والبعض ظهر بآدائه الصوتي كضيف شرف مثل الملحن عزيز الشافعي.
من الشخصيات التي أظهرها المسلسل:
| - حسن شحاتة - شيكابالا - محمد أبو تريكة - محمد زيدان - أحمد جعفر - أحمد شوبير - عصام الحضري - عبد الواحد السيد - محمد عبد المنصف - فلافيو أمادو - دومينيك دا سيلفا - ريغوبرت سونغ - محمود عبد العزيز - نادية الجندي - محمود ياسين - أحمد السقا - أحمد حلمي | - عمرو دياب - جورج وسوف - كاظم الساهر - حسين الجسمي - تامر حسني - إليسا - هيفاء وهبي - شيرين عبد الوهاب - نانسي عجرم - ممدوح عباس - عمرو أديب - توفيق عكاشة - علاء صادق - محمد السبكي - ريهام سعيد - يسري فودة - الشيف حسن |  |

## الجدل حوله
هاجم عدد من النقاد والصحفيين السودانيين المسلسل تعليقا على حلقة منه حملت اسم "زيارة سوبر هنيدي للسودان" وعرضت في شهر رمضان 2008 واعتبر هؤلاء النقاد والصحفيون ما دار في هذه الحلقة "تشويها للشخصية السودانية بتقديم معلومات مغلوطة" خاصة على لسان الممثل المصري محمد هنيدي الذي جرت على لسانه حوارات عدة "تعتبر السودانيين متخلفين حسب قولهم.

## روابط خارجية
- صفحة العمل على موقع السينما دوت كوم (الجزء الأول)
- صفحة العمل على موقع السينما دوت كوم (الجزء الثاني)
- صفحة العمل على موقع السينما دوت كوم (الجزء الثالث)
- صفحة العمل على موقع السينما دوت كوم (الجزء الرابع)